# José Ruiz de Almodóvar
José Ruiz de Almodóvar Burgos (Granada, 5 de agosto de 1867 – ibídem, 17 de diciembre de 1942) fue un pintor español, profesor de la Escuela de Artes y Oficios de Granada y miembro de la Cofradía del Avellano, en la que también participaba su hermano Gabriel.
Estudió bachillerato, pero sus aficiones artísticas le decidieron a no seguir carrera alguna para consagrarse exclusivamente a la pintura. Tuvo por maestros a Manuel Gómez Moreno y a Alejandro Ferrant y, desde muy joven, se dedicó al retrato al pastel y a la reproducción de paisajes de Sierra Nevada, que constituyen sus dos especialidades. En 1899 y 1900 viajó por Inglaterra. Fue por espacio de treinta años profesor de la Escuela de Artes y Oficios de Granada, académico de Bellas Artes de dicha ciudad y diputado provincial en 1926.

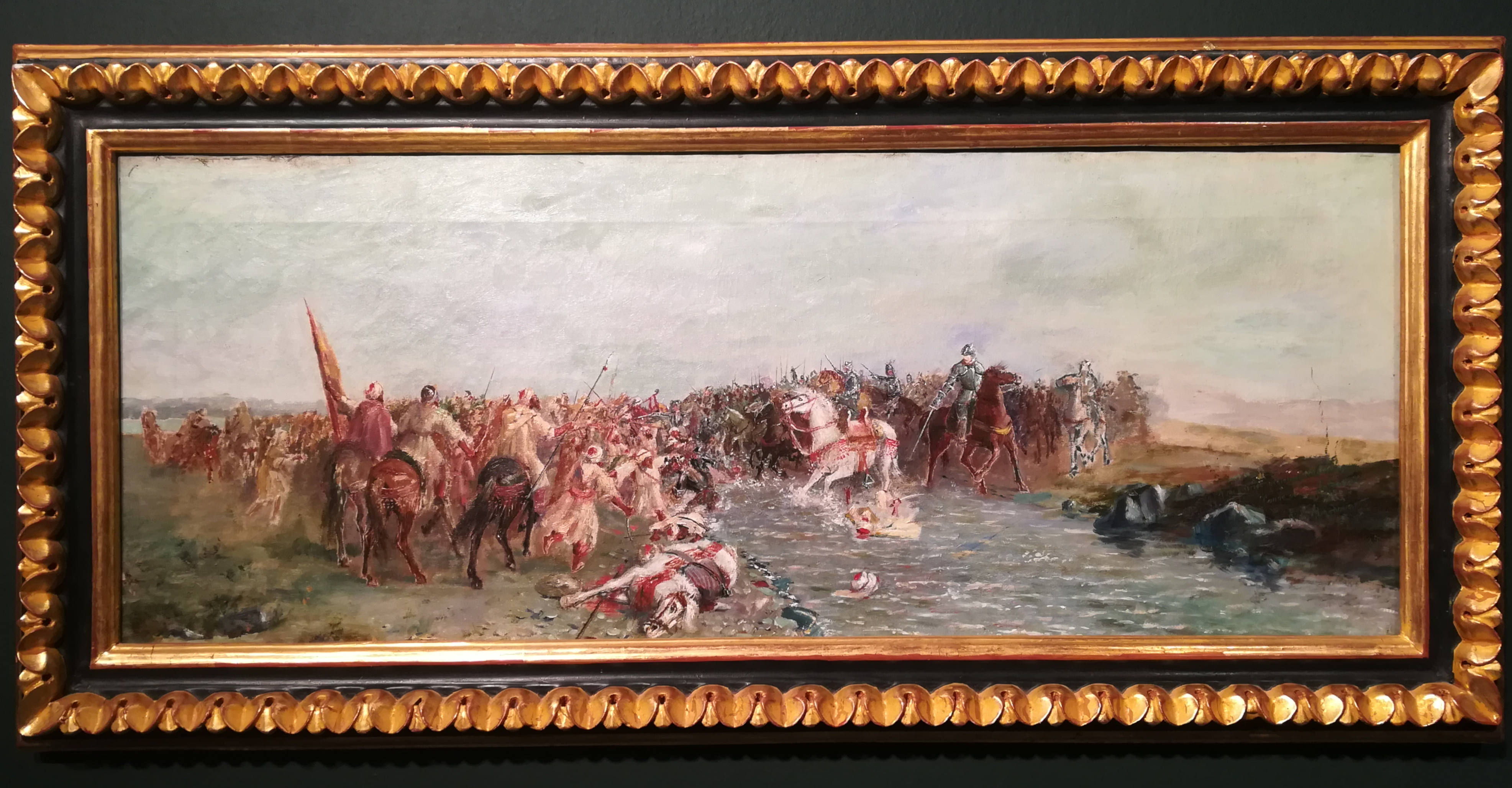
Batalla de Aliatar.

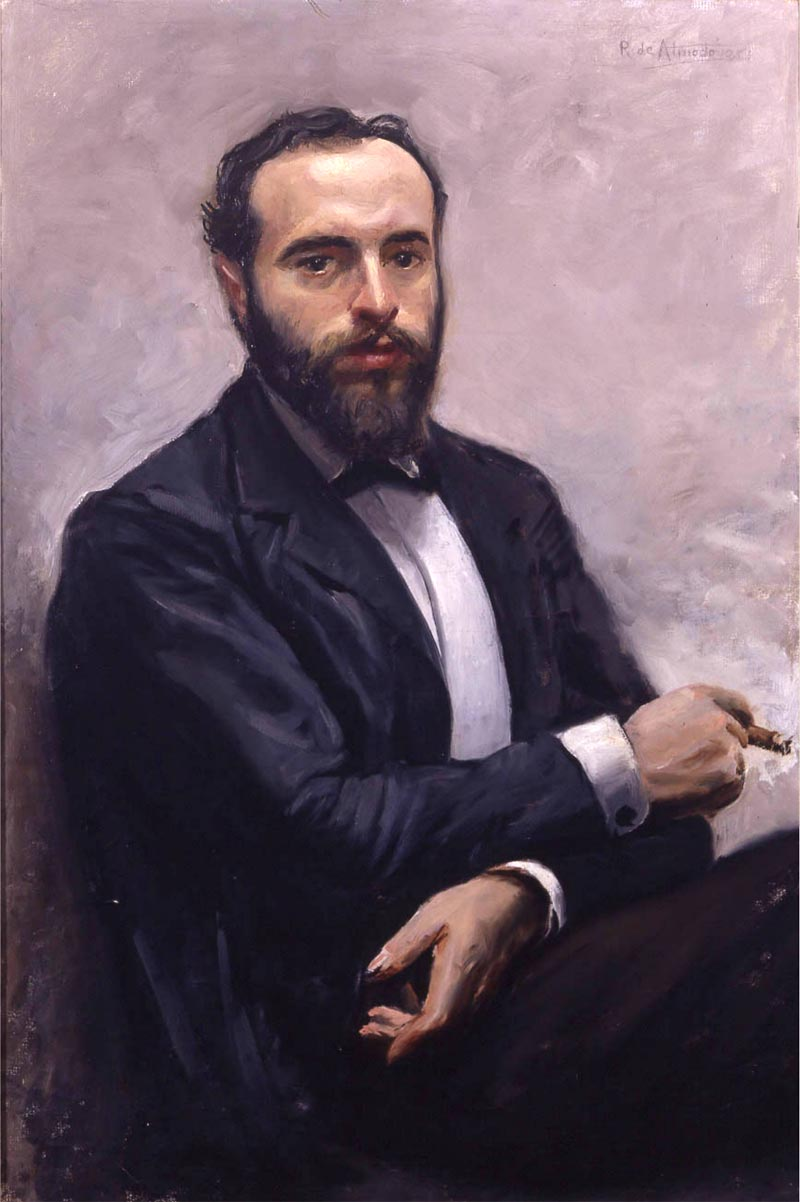
Retrato de Ángel Ganivet.

Entre sus mejores retratos cabe citar los de José Zorrilla, hecho con ocasión de la coronación del gran poeta en Granada, y el de Ángel Ganivet, siendo en gran número los que hizo por encargo, lo mismo en España que en Londres y París. También son suyos los retratos de los rectores de la Universidad de Granada existentes en el salón rectoral de la misma. Contertulio de la Cofradía del Avellano con el sobrenombre de «El Ciprés», ilustró el Libro de Granada, gestado y realizado por miembros de esta tertulia que encabezaba Ángel Ganivet.